# Бабаджанов, Зафар Юлдашевич
Зафар Юлдашевич Бабаджанов (туркм. Zafar Yuldaşewiç Babajanow; 9 февраля 1987, Дашогуз) — туркменский футболист, защитник ашхабадского футбольного клуба «Алтын Асыр» и национальной сборной Туркменистана.

## Карьера
В сезоне 2013 выступал за турецкий клуб «Карталспор» в Первой лиге Турции.
С 2014 года игрок туркменского «Ахала».
С 2016 года игрок ашхабадского «Алтын Асыра». Дебютировал за новый клуб в рамках Кубка АФК 2016 против ливанского клуба «Аль-Ахед» (2:0).

## Карьера в сборной
Дебютировал за сборную Туркменистана 3 сентября 2015 года в матче квалификации Чемпионата мира 2018 против сборной Омана. Участник финального турнира Кубка Азии 2019 года (2 матча).